# Логічний позитивізм
Логічний позитивізм (іноді його називають логічним емпіризмом, неопозитивізмом або раціональним емпіризмом) — це філософська школа, прикладом якої є Віденський гурток, заснований групою вчених і філософів у 1920-х роках. Віденський гурток був насамперед форумом для дискусій між науковцями та філософами, які не поділяли однакових переконань.
Він сформувся навколо філософа Моріца Шліка і включало математиків Ганса Гана і Карла Менґера, фізика Філіпа Франка, соціолога Отто Нейрата, філософів Рудольфа Карнапа і Віктора Крафта, а також студентів-філософів Фрідріха Вайсмана і Ґерберта Фейґля. Водночас у Берліні навколо Ганса Райхенбаха та Товариства емпіричної філософії (нім. Gesellschaft für Empirische Philosophie) гуртувалися симпатики. Засноване у 1928 році, воно вітало Карла Густава Гемпеля, Ріхарда фон Мізеса, Давида Гільберта та Курта Греллінга.
Віденський гурток підготував маніфест, опублікований у 1929 році під назвою «Наукова концепція світу» (фр. La conception scientifique du monde), в якому виклав свої основні тези. Альфред Дж. Айєр підсумував основні тези логічного позитивізму в 1936 у своїй праці «Мова, істина і логіка» (англ. Language, Truth, and Logic). Коротко їх можна звести до наступного: як стверджував Кант, не існує такого поняття, як апріорне синтетичне судження. Отже, метафізика не може бути наукою. З іншого боку, всі твердження знання є або аналітичними, або синтетичними a posteriori, а тому можуть бути перевірені досвідом. Отже, етичні та метафізичні твердження, бувши приписовими, а не описовими й такими, що підлягають перевірці, обов'язково «позбавлені сенсу». Логічний позитивізм, таким чином, стоїть біля джерел чіткої дихотомії між «фактами» і «цінностями» (підхопленої юридичним позитивізмом), яка згодом була частково оскаржена.

## Позитивістська спадщина
Логічний позитивізм, або неопозитивізм, походить від позитивізму Ернста Маха, Анрі Пуанкаре та впливу молодого Вітґенштайна. Позитивізм передусім займався вивченням науки. Він прагнув порвати з методами теології та «метафізики», які, на їхню думку, шукали богів або таємничі причини для пояснення явищ. Позитивізм відмовляється від ідеї пояснення причин явищ і прагне лише надати закони, які дозволяють їх описувати і передбачати. У цьому питанні логічний позитивізм абсолютно вірний першому позитивізму, сформульованому в ХІХ столітті Оґюстом Контом (можна навіть додати, що в цьому питанні він не відрізняється від кантівської критики, яка розрізняє знання феноменів і неможливе знання ноуменів: логічний позитивізм, таким чином, певною мірою поділяє кантівську думку на відмінність між наукою і вірою). Мета полягає в тому, щоб описати і обґрунтувати наукові відкриття, аналізуючи їхній підхід і принципи, і запитати, як світ може бути таким (а не чому він є таким).
Однак він відрізняється від позитивізму Оґюста Конта своїм емпіризмом. Для Конта чуттєвий досвід значною мірою визначається теоріями, доступними нам для його розуміння, і не має пріоритету, тоді як логічний позитивізм вважає, продовжуючи емпіризм Лока і Г'юма, що відчуття є основою знання. Відчуття є абсолютно безсумнівними і тому можуть бути використані для створення наукових теорій, якщо їх сформулювати точною мовою. Відчуття повинні мати форму протокольних тверджень, які описують, що певне відчуття було пережите в такому-то місці і в такий-то час такою-то людиною. Оскільки протокольні твердження є абсолютно істинними, все, що потрібно зробити науці — це зрозуміти взаємозв'язки між ними, щоб отримати повну теорію фізичної реальності. У цьому відношенні Ернст Мах є справжнім попередником Віденського гуртка, оскільки вже тоді він відстоював ідею про те, що концепція об'єктивної реальності не є корисною в науці. На його думку, наука просто організовує зв'язки між нашими відчуттями в раціональний і точний спосіб.
Якщо всі науки можуть ґрунтуватися на протокольних положеннях, тоді науки матимуть єдність не лише методологічну, але й теоретичну. Більше немає принципових причин розрізняти різні науки відповідно до їхньої галузі, як це робив Конт. Зрештою, на думку Квайна, єдність науки ґрунтується на єдності реальності. Всі явища (біологічні, соціальні, культурні і т.д.) зводяться до фізичних явищ, тобто повністю описуються на основі фундаментальних законів фізики. Цей редукціонізм наук до однієї лише фізики відомий як «фізикалізм».
Логічний позитивізм, як і позитивізм, не був позбавлений політичної заангажованості. Близькі до соціалізму та соціал-демократії Віденський гурток та Берлінське товариство наукової філософії ототожнювали боротьбу з німецьким ідеалізмом з глобальним проєктом ліквідації метафізики і розглядали свою критику як форму опору ірраціоналізму фашистської ідеології. Згідно з маніфестом 1929 року, наука була концепцією світу, а не просто дисципліною, яку можна або не можна практикувати. Політика також мала відмовитися від своїх «метафізичних догм» і керуватися науковими принципами: до проєкту Комтьєна, попередника технократії, знову повернулися. Нейрат, зокрема, надав Віденському гуртку політичного виміру.

## Логічний вимір позитивізму
Головним нововведенням Віденського гуртка було використання логіки, розробленої Фреґе та Расселом, для дослідження наукових проблем. Це докорінно змінило концепцію філософії, зосередивши її на епістемології та філософії науки: все інше було б хибними проблемами, для яких не можна було б очікувати наукового вирішення. Філософія повинна бути «логікою науки», тобто досліджувати наукові теорії та виявляти їхні логічні зв'язки. Вона повинна показати, як мова спостереження, що складається з «протокольних пропозицій», або «спостережних тверджень», забезпечує передумови, з яких ми можемо вивести самі наукові, або теоретичні, пропозиції.

### Верифікаціоністська теорія значення
Карнап описував метафізика як «музиканта без музичного таланту». Згідно з позитивізмом, більшість метафізичних тверджень є ані істинними, ані хибними: вони є «нісенітними» (нім. unsinnig), оскільки не є ані аналітичними твердженнями, ані емпіричними синтетичними твердженнями, які можна перевірити досвідом, а існування апріорних синтетичних суджень, як стверджував Кант, заперечується. З переходом від позитивізму до логічного позитивізму критика метафізики перейшла від критики її методів і тез до критики самого її змісту.
Тому для того, щоб відрізнити смисл від нісенітниці, пропонується використовувати логіку: верифікаціоністська теорія смислу використовується як критерій. Значення пропозиції зводиться до її когнітивного значення, тобто до її істинності: пропозиція, яка не є ні істинною, ні хибною, на думку Віденського гуртка, позбавлена сенсу. Саме в цьому сенсі позитивізм стверджує, що поетичні чи метафізичні висловлювання є висловлюваннями про мову, а не про світ: вони не мають істиннісної цінності, яка залежить від відповідності емпіричним фактам.
Згідно з теорією верифікації, логічне значення висловлювання залежить від можливості його емпіричної перевірки: «значення висловлювання — це метод його перевірки». Згідно з позитивізмом, висловлювання поділяються на аналітичні (пропозиції логіки і математики, що зводяться до тавтологій) і синтетичні, які складають емпіричні науки. Аналітичні твердження нічого не говорять нам про світ і є істинними завдяки значенню термінів, з яких вони складаються (наприклад, «всі холостяки неодружені»). Вони є sinnlos, а не unsinnig пропозиціями: не «абсурдними», а «несенітними». Логічний редукціонізм Фреґе і Рассела, зводячи математичні твердження до математичної логіки, покаже, що останні складаються з тавтологій. Ставши на бік Вітґенштайна, Рассел, таким чином, відмовився від своєї позиції 1903 року (у «Принципах математики»), де він вважав, що Кант мав рацію в «Критиці чистого розуму», описуючи математику як «синтетичну», але що він також мав би надати цей статус логічним твердженням.
Для того, щоб синтетичне твердження мало сенс, воно повинно стосуватися спостережуваного емпіричного факту. Якщо воно не може бути перевірене досвідом, то це або псевдонаука, або метафізика. Отже, твердження, що «Бог є» не є ні істинним, ні хибним, а просто несенітним, оскільки його не можна перевірити. Логічний емпіризм, таким чином, поділяє твердження наукових теорій на «логічні вирази» і «описові вирази»: логічні вирази включають логічні сполучники і квантори, і є спільними для всіх наук, тоді як описові вирази є специфічними для кожної науки (наприклад, поняття «електрон» або «молекула»). Самі описові терміни поділяються на «мову спостережень» і «теоретичну мову»: мова спостережень позначає об'єкти, які є загальнодоступними (тобто видимими неозброєним оком, наприклад, «стілець»), тоді як теоретична мова включає терміни, що позначають об'єкти, які не є спостережуваними (або їх складніше спостерігати, наприклад, «протон»).
З цієї відмінності між спостережними описовими твердженнями і теоретичними описовими твердженнями верифікаційна теорія значення постулює, що «твердження має когнітивне значення (іншими словами, є істинним або хибним твердженням) тоді і тільки тоді, коли воно не є аналітичним або суперечливим, і якщо воно логічно виводиться з кінцевого класу спостережуваних тверджень».

### Переклад теоретичної лексики на мову спостережень
Відповідно до розрізнення між спостережними і теоретичними твердженнями серед описових тверджень, позитивісти намагаються «перекласти теоретичну лексику на спостережну», оскільки лише остання може забезпечити емпіричну підтримку знання. У «Логіці сучасної фізики» (1927) Персі Вільямс Бріджмен, майбутній лауреат Нобелівської премії з фізики і прихильник операціоналізму, стверджував, що досягти такого повного перекладу можливо, як цього так само міркували Ернст Мах, а до нього, і Рудольф Карнап у «Логічній побудові світу» (1928).
Хоча в 1936-1937 роках Карнап продемонстрував неспроможність цієї програми в статті під назвою «Перевірюваність і значення». Візьмемо твердження «Тіло розчинне тоді і тільки тоді, коли при зануренні у воду воно розчиняється», яке переводить теоретичне поняття «розчинність» у спостережувані терміни. Антецедент (тіло є розчинним) є істинним навіть тоді, коли антецедент другого речення є хибним: іншими словами, будь-яке тіло є розчинним доти, доки воно не було занурене у воду. Далі Карнап пропонує використовувати «редукційні» твердження, наприклад, «Якщо тіло поміщене у воду (в момент часу t), то це тіло розчинне тоді і тільки тоді, коли воно розчиняється (в момент часу t)». Таким чином, Карнап інвертує логічні зв'язки: двомісне (якщо і тільки якщо) займає місце умовного. Але це редукційне твердження слабше, ніж визначення в термінах спостереження: воно лише частково уточнює значення слова «розчинний».
Далі позитивісти почали розрізняти серед зрілих, аксіоматизованих наукових теорій теоретичний словник, що складається з аксіом або постулатів і теорем, що випливають з них, і спостережні передбачення, сформульовані за допомогою термінів зі словника спостережень, причому останній пов'язаний з першим системою «правил відповідності».